# JRO-Verlag
Der JRO-Verlag (auch JRO-Verlag Carl Kremling und IRO-Verlag; Joh. Roth sel. Ww.) war ein 1922 von Ernst Kremling (1901, München – 1977, Tegernsee) begründeter Verlag in München, der insbesondere Landkarten (darunter die Aktuelle JRO-Landkarte, 1954 bis 1989), Straßenkarten, Stadtpläne, Atlanten und Globen veröffentlichte.

## Geschichte
Der Firmengründer Johann Roth (1817–1873) wurde in Zell bei Würzburg geboren und erst im Jahre 1852 in München ansässig, ab Januar 1872 ist eine "Lithographische Anstalt & Steindruckerei" von Roth in den Steuerlisten eingetragen. Nach dem Tod des Firmeninhabers übernahmen seine Ehefrau und seine Kinder die Firma und führten sie unter dem Namen "Johann Roth selig, Witwe" (Joh. Roth sel. Ww) weiter. Sie engagieren 1898 Carl Kremling als Geschäftsführer. 1920 trat sein Sohn Ernst in Firma ein, der in München Geografie, Geologie und Astronomie studiert hatte. 
Am 1. Februar 1922 wurde der JRO-Landkarenverlag gegründet. Bis 1905 befand sich die Firma in der Luitpoldstr. 15, danach in der Karlstraße 51/53. Bis 1928 wurden aufgrund von Umsatzsteigerungen 150 Personen beschäftigt. In der Wirtschaftskrise der 30er Jahre 30 Mitarbeiter. Bis 1939 stieg die Zahl der Mitarbeiter auf 200. Besitzer der Firma waren ab 1945 Ernst Kremling und Wilhelm Lampl (* 1914; Begründer vom Wila Verlag für Wirtschaftswerbung). Im Jahre 1955 wurde ein Neubau errichtet. Verlegt wurden in den 1940er und 1950er Jahren auch Straßenkarten des ADAC (von 1933 bis 1945 DDAC, so die Straßenkarte von Deutschland, Maßstab 1:1.250.000, 1941). Zu den Autoren gehörte Gustav Fochler-Hauke, der auch die Atlanten wie den JRO-Weltatlas und den JRO-Handatlas bearbeitete bzw. herausgab. 
Der Verlag firmierte seit 1975 als JRO Kartographische Verlagsgesellschaft mbH. 1975 erfolgte eine Trennung der Firmen "Joh. Roth sel. Ww" und JRO-Verlag, der an den Süddeutschen Verlag verkauft wurde. Nach dem Tode von Ernst Kremling 1977 übernahm 1979 Johannes Determann die Geschäftsführung von Joh. Roth sel. Ww. Der JRO-Verlag wurde 1992 von Mairs Geographischem Verlag übernommen.

## Globen

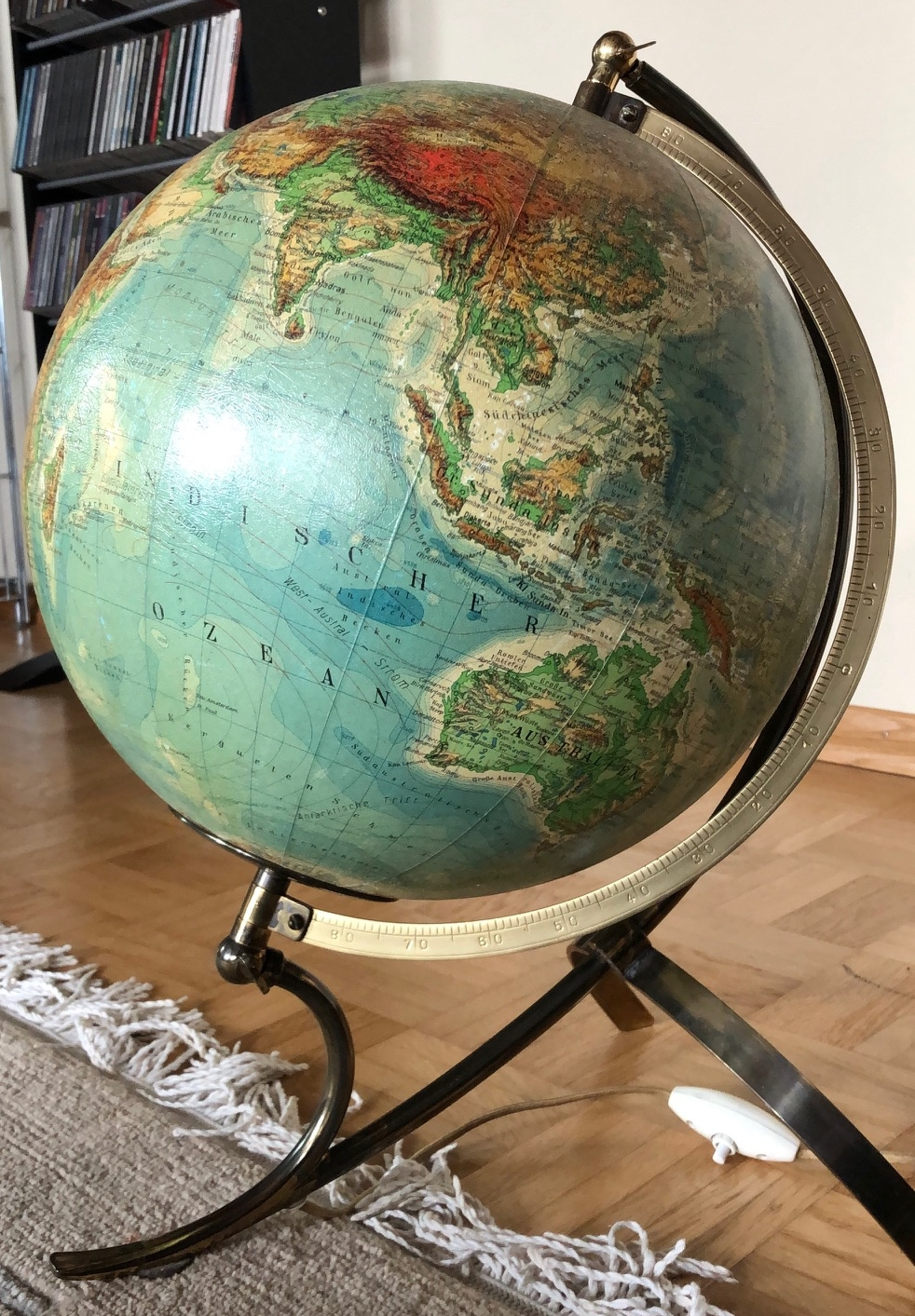
JRO-Globus, Glas/Messing
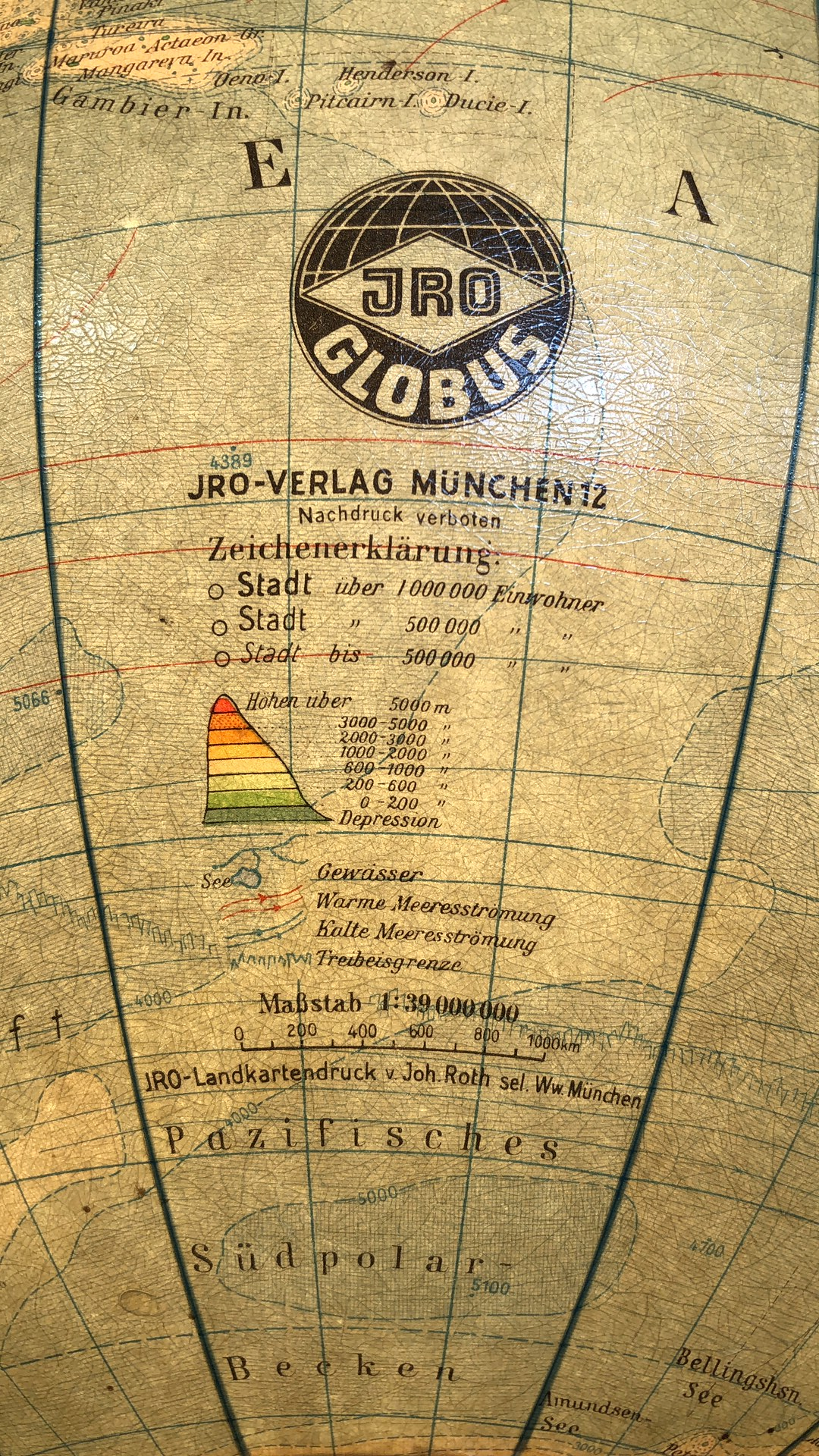
JRO-Logo auf einem Globus
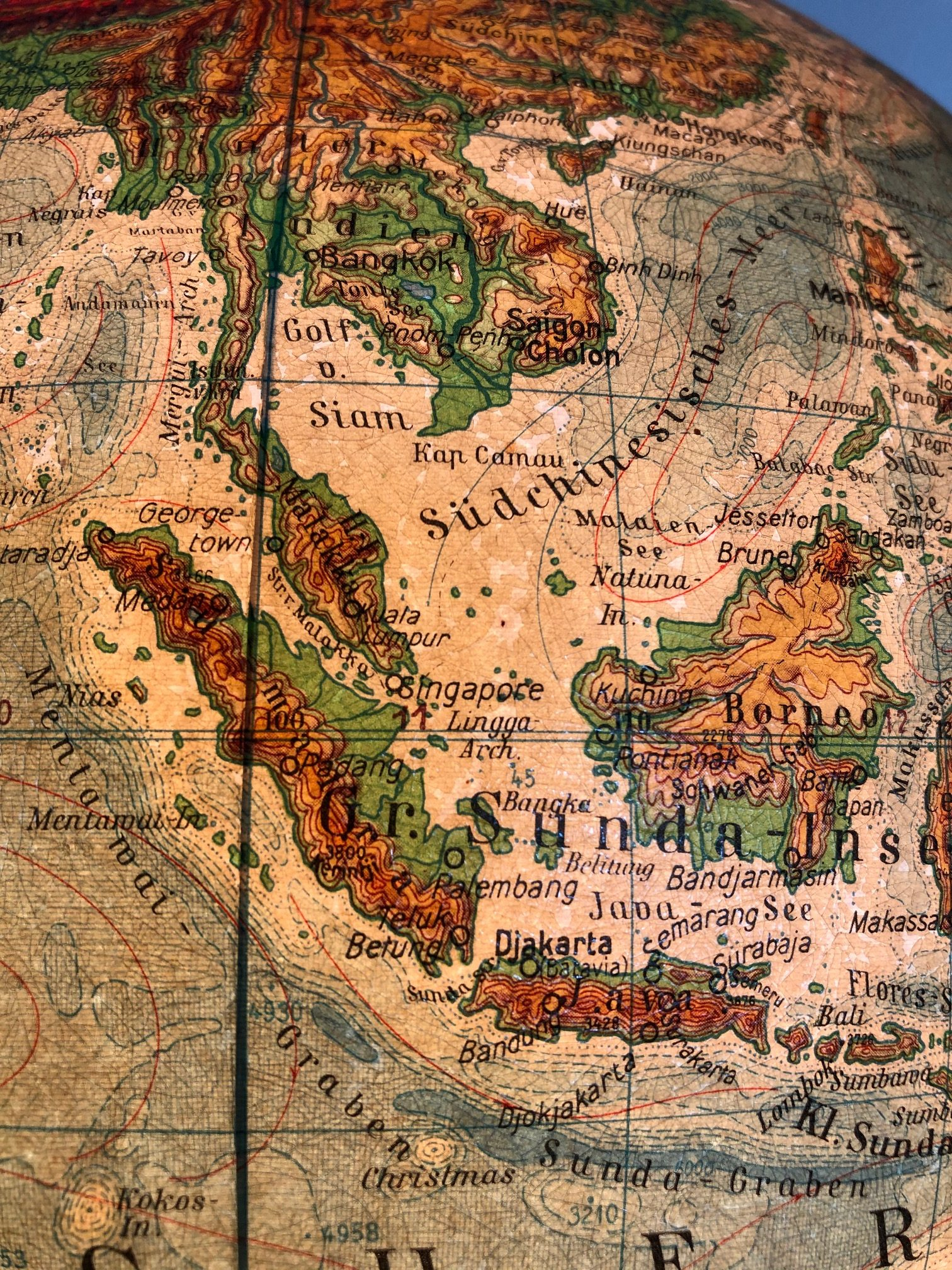
Malaysia inkl. Borneo auf einem JRO-Globus
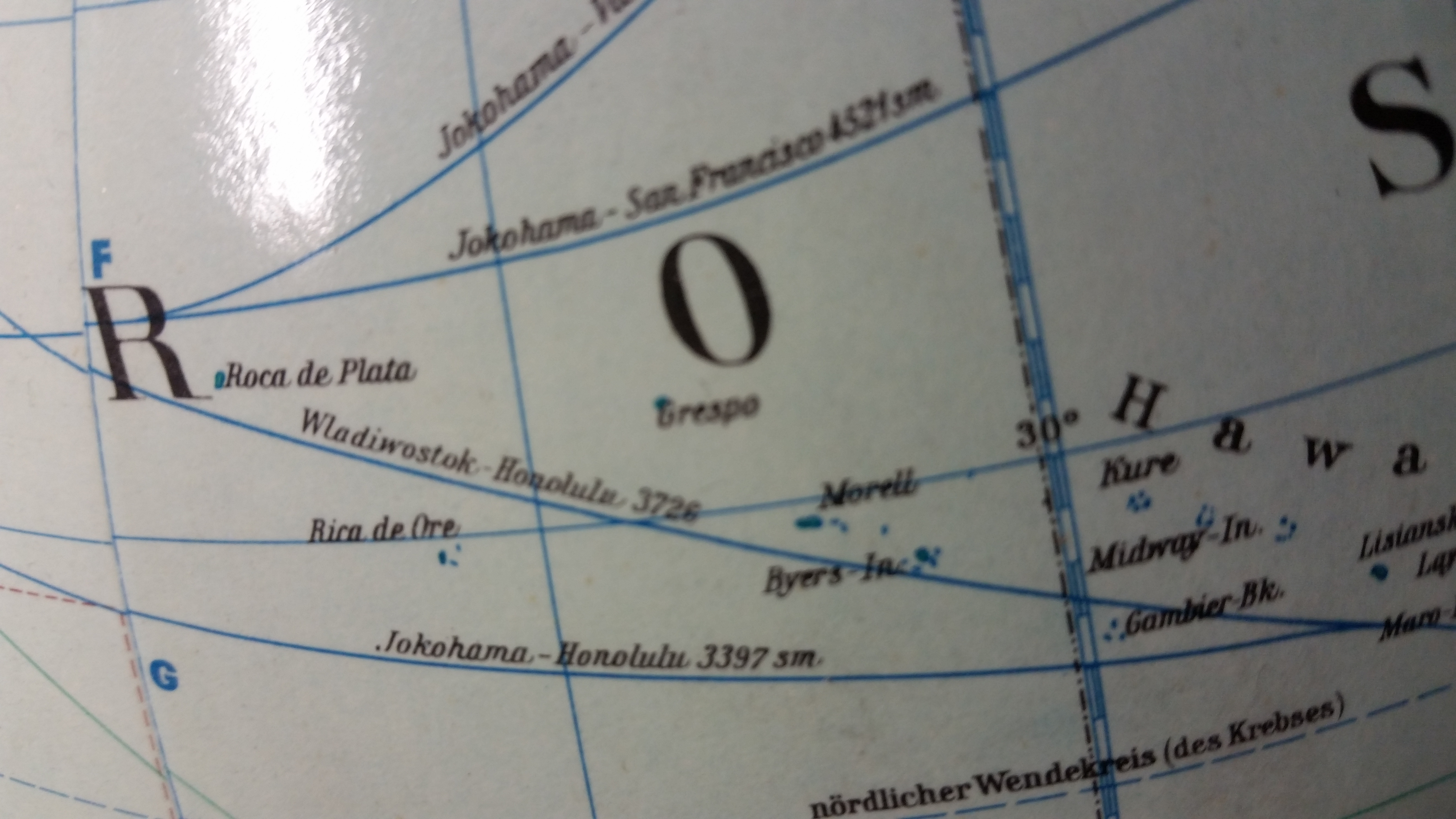
Ausschnitt aus einem JRO-Globus um 1960 mit Eintrag der Phantominsel Byers-Insel
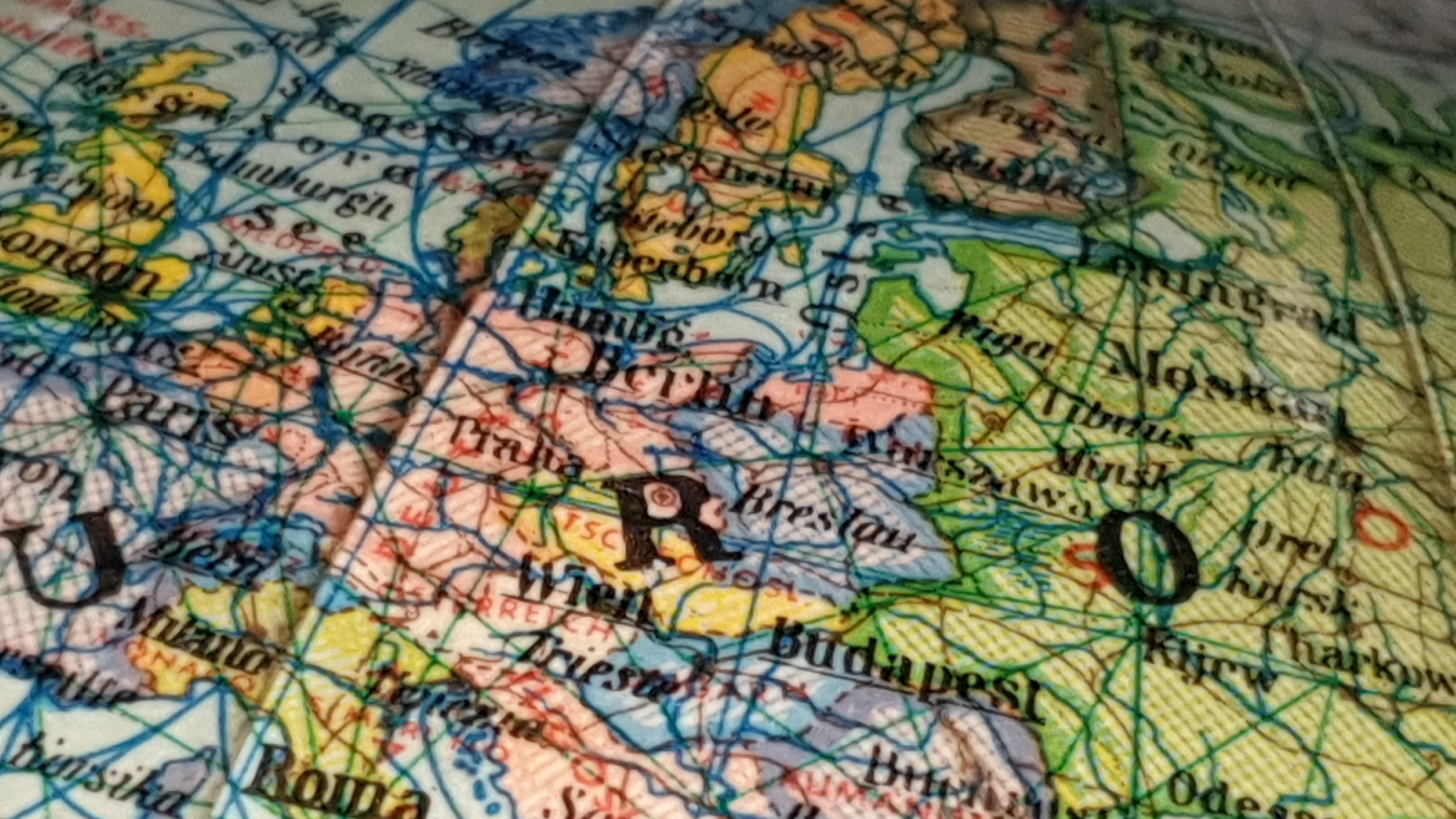
Ein JRO-Globus von ca. 1961, der Deutschland in den Grenzen der Weimarer Republik und Polen in einem Status zeigt, der so nie existierte. Sämtliche anderen Regionen der Erde sind auf diesem Globus auf dem Stand von ca. 1961.

Nach Eigenwerbung wurden um 1961 42 Modelle vom Schülerglobus bis zum repräsentativen Riesenglobus angeboten. Das Verlagshaus stand seit den 1950er Jahren in der Landsberger Straße 191 in München. Zu dem Verlag gehörte eine Kartographische Anstalt.